# Шеф Бутон
Шеф Бутон (фр. Chef-Boutonne) насеље је и општина у западној Француској у региону Поату-Шарант, у департману Де Севр која припада префектури Ниор.
По подацима из 2011. године у општини је живело 2125 становника, а густина насељености је износила 107,27 становника/km². Општина се простире на површини од 19,81 km². Налази се на средњој надморској висини од 73 метара (максималној 146 m, а минималној 71 m).

## Демографија
| 1962. | 1968. | 1975. | 1982. | 1990. | 1999. | 2011. |
| ----- | ----- | ----- | ----- | ----- | ----- | ----- |
| 2.150 | 2.218 | 2.394 | 2.387 | 2.288 | 2.218 | 2.125 |

График промене броја становника у току последњих година